# Groupe Ernesto Breda
Pour les articles homonymes, voir Ernesto Breda et Breda (homonymie).
La Società Italiana Ernesto Breda per Costruzioni Meccaniche — Société italienne Ernesto Breda Constructions Mécaniques — était une très importante entreprise italienne spécialisée dans la mécanique lourde. Véritable empire industriel jusque dans les années 1950, ses activités concernaient la mécanique, les constructions ferroviaires, les avions militaires, les camions, les motos, les machines industrielles, agricoles et pour les travaux publics, la sidérurgie et l'armement.
De nos jours, le groupe Breda n'existe plus en tant que tel mais quelques entreprises ont conservé le nom et son logo, un cheval cabré rouge, après avoir racheté une des multiples sociétés qui composaient le groupe Breda.

## Origine

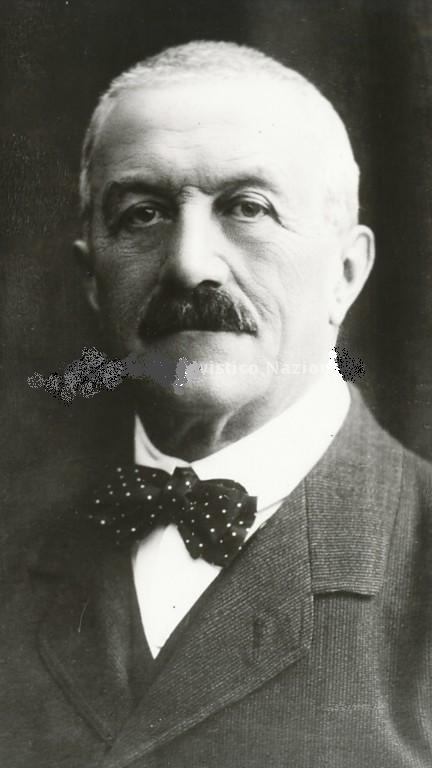
Ernesto Breda, c. 1920.

La société a été créée à Milan en 1886 par l'ingénieur Ernesto Breda après le rachat de la société « L'Elvetica », petite entreprise de mécanique et de construction ferroviaire milanaise. Au début, la société Breda était une société en commandite et sera transformée en société anonyme en 1899 sous la raison sociale « Società Italiana Ernesto Breda per Costruzioni Meccaniche ». L’activité la plus importante était la construction de locomotives. En 1891, elle remporte un important contrat avec la fourniture de 22 locomotives à la Roumanie, au grand dam des constructeurs anglais et allemands, les seuls constructeurs renommés pouvant fabriquer une telle quantité à l'époque. Elle bénéficiera plus tard de grosses commandes publiques italiennes afin de développer le réseau national naissant (l'unité italienne ne date que de 1860).
La société intervenait dans d'autres domaines mécaniques comme le forgeage de pièces métalliques, la production de chaudières industrielles, machines agricoles et industrielles. Les premiers ateliers de Milan situés le long du Naviglio della Martesana, furent rapidement saturés et la société Breda décida de construire une grande usine à l'avant garde en matière d'automatisation et de l'organisation du travail sur un site situé entre Milan-Bicocca et Sesto San Giovanni.
En 1907, la société fêta sa 1 000e locomotive produite et en 1908, elle exporta 137 locomotives dans différents pays européens (Belgique, Suisse, Autriche, etc.). Elle commença à diversifier ses productions avec la création du département armement.

## Entre-deux-guerres

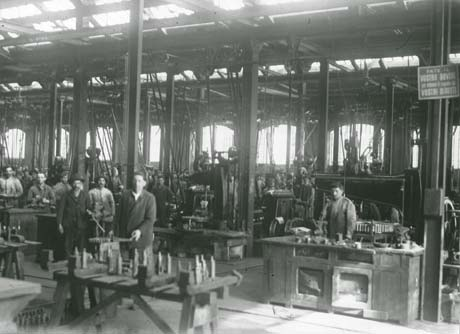
Sezione I, Ferroviaria (matériel ferroviaire) de l'usine Breda de Milan dans les années 1920.

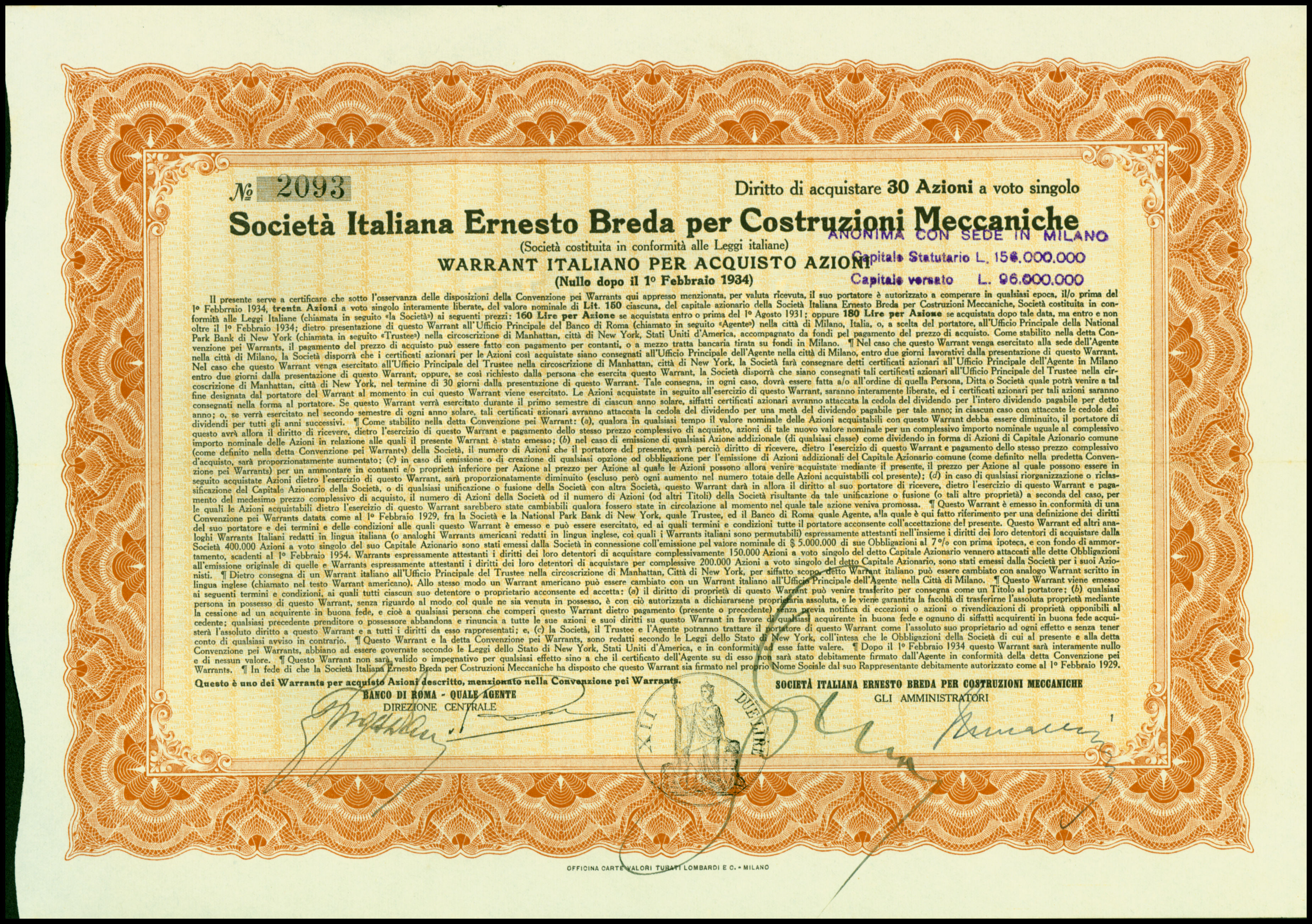
Warrant de la Società Italiana Ernesto Breda per Costruzioni Meccaniche en date du 1 fevrier 1929.

La Grande Guerre de 1914/18 fut très importante pour le développement de la société Breda qui s'était impliquée dans la production de matériel de guerre, en particulier les projectiles, les canons et les avions. La difficulté à trouver des matières premières, l'acier notamment, et des machines-outils de qualité, poussera la société à réorganiser sa structure avec une intégration plus verticale de ses activités d'où la décision de construire une aciérie pour satisfaire ses propres besoins.
Cette décision engendrera de grosses difficultés pour la reconversion au lendemain de la guerre. L'entreprise décida de spécialiser son usine de Brescia dans les armes légères, et de renforcer son activité de construction d'avions.
En 1917, le nouveau centre de recherche et de formation, l'Istituto Scientifico Tecnico E. Breda, sera inauguré. Il deviendra l'un des plus importants centres de recherche italiens dans le domaine de la métallurgie.
En 1936, Breda rachètera la société Officine Ferroviarie Meridionali, entreprise aéronautique et ferroviaire de Naples qui sera renommée IMAM, puis Aerfer, et augmentera de ce fait, sa capacité de construction aéronautique. À la veille de la Seconde Guerre mondiale, le groupe Breda était un groupe gigantesque intégré avec huit sections :
- Sezione I, Ferroviaria - matériel ferroviaire ;
- Sezione II, Termomeccanica - chaudières industrielles ;
- Sezione III, Fucine - forges ;
- Sezione IV, Siderurgica - sidérurgie ;
- Sezione V, Aeronautica - aéronautique ;
- Sezione VI, Armi (Brescia) - armes légères ;
- Sezione VII, Armi, (Rome) - armes lourdes ;
- Sezione VIII, Cantiere navale (Marghera) - chantiers navals.

Le groupe Breda sera un élément incontournable des productions de matériel de guerre durant l'époque du gouvernement de Benito Mussolini.

## Après-guerre
À la fin de la guerre, en 1945, le groupe Breda dut à nouveau convertir ses usines dans des productions civiles traditionnelles. Ses usines, comme toutes les usines italiennes, avaient beaucoup souffert des bombardements des alliés. L'État italien apporta une aide à travers le FIM (Fonds pour l’industrie mécanique), mais les sections du groupe Breda se retrouvaient très surdimensionnées par rapport aux besoins du marché national. Le secteur aéronautique regroupé dans Aerfer fut cédé à Finmeccanica, tandis que la division aéronautique de Sesto San Giovanni sera fermée. L'usine sidérurgique sera vendue à Finsider. Le groupe Breda n'a jamais pu rembourser les avances consenties par le FIM, ce qui provoquera en 1962 la création de la holding EFIM qui reprendra la gestion du groupe Breda.

## Société financière Ernesto Breda
Au sein de l'EFIM, le groupe Breda fut divisé en une holding cotée à la Bourse de Milan appelée « Finanziaria Ernesto Breda » (Finbreda) et en un certain nombre de sociétés regroupant des secteurs homogènes d'activités :
- Breda Fucine - Forges de Sesto S. Giovanni ;
- Breda Fucine Meridionali - Forges de Bari ;
- Breda Meccanica Bresciana - Armes légères à Brescia ;
- Breda Termomeccanica - Électromécanique à La Spezia ;
- Breda Costruzioni Ferroviarie - Matériel ferroviaire à Pistoia ;
- Cantiere Navale Ernesto Breda - Chantiers navals à Marghera.

Finbreda agit selon les consignes et la règle des Partecipazioni Publiques Italiennes, en soutenant de nombreuses initiatives industrielles, surtout dans le Mezzogiorno.
Le secteur le plus stratégique de Finbreda restera malgré tout celui de la défense, grâce au rachat, en 1973 de la société OTO Melara SpA. Finbreda constitua durant des années le second pôle de l’industrie militaire italienne en concurrence directe avec celui de son homologue IRI, autre gigantesque holding publique et Fiat pour le secteur privé.

## Restructuration
À partir de 1980, l'État italien voulut réorganiser ses participations et privatiser une partie des sociétés qui gravitaient autour de ses trois holdings publiques et qui sont arrivées à détenir plus de 50 % de l'industrie du pays. Il fut décidé de supprimer l'EFIM d'abord, l'IRI ensuite. « Breda Fucine » passa de vingt mille salariés en 1960 à moins de la moitié ; devenue très rentable, elle sera ensuite revendue. Le secteur ferroviaire ainsi que celui de la défense furent intégrés dans Finmeccanica. Les sites industriels des anciennes usines Breda fermées entre Milan et Sesto San Giovanni furent démolis et le site reconverti en pôle universitaire de la Bicocca et en zones commerciales.

## La marque Breda de nos jours

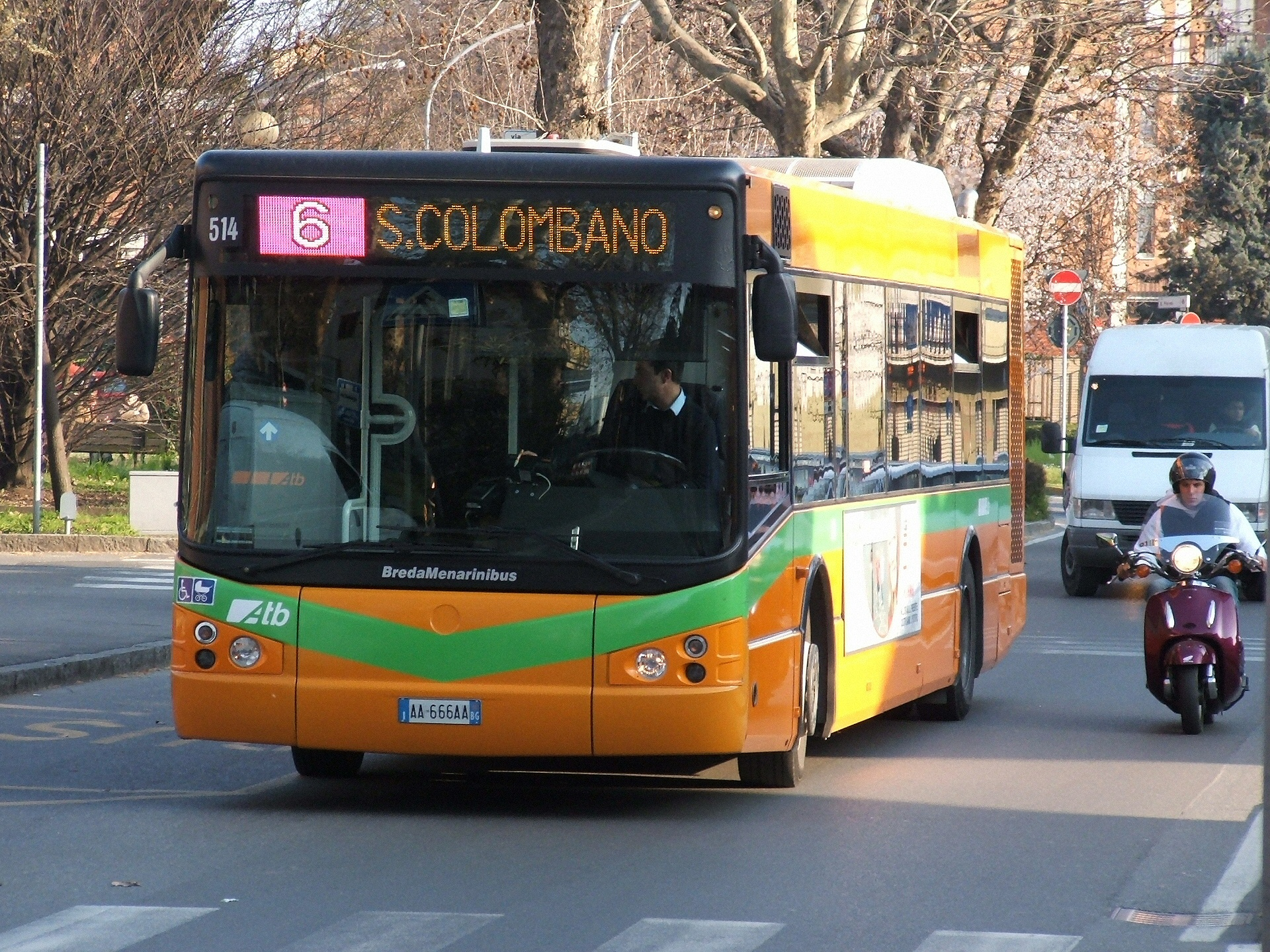
Autobus urbain BredaMenariniBus à Bergame.

Plusieurs entreprises industrielles utilisent la marque et le logo Breda dans leur dénomination. Il s'agit souvent d'anciennes activités du groupe rachetées avec leur marque, comme :
- AnsaldoBreda, société italienne très importante dans la construction de matériel ferroviaire de tous types, toujours implanté à Pistoia ;
- BredaMenarinibus, constructeur d'autobus et autocars, regroupé avec Menarini, installé à Bologne ;
- Breda Meccanica Bresciana, constructeur d'armes, munitions, fusils et canons ;
- Breda Energia, société toujours en activité dans la région de Milan et Sesto S. Giovanni, spécialisée dans la fabrication de valves et raccords pour l'industrie pétrolière et gazière[4] ;
- Istituto Scientifico Tecnico E. Breda devenu « RTM Breda », laboratoire privé d'essais sur les matériaux[5] ;
- Danieli Breda, département du groupe Danieli SpA, constructeur de machines-outils et de centres sidérurgiques.

## Production

### Avions
- Breda A.2
- Breda A.4
- Breda A.7
- Breda A.8
- Breda A.9
- Breda A.10
- Breda A.14
- Breda Ba.15
- Breda Ba.19
- Breda CC.20
- Breda Ba.25
- Breda Ba.26
- Breda Ba.27
- Breda Ba.28
- Breda Ba.32
- Breda Ba.33
- Breda Ba.39
- Breda Ba.42
- Breda Ba.44
- Breda Ba.46
- Breda Ba.64
- Breda Ba.65
- Breda Ba.75
- Breda Ba.79S
- Breda Ba.82
- Breda Ba.88
- Breda Ba.92
- Breda Ba.201
- Breda Ba.205
- BP.471
- BZ.308
- BZ.309
- Tebaldi-Zari